# Rsh
Rsh es un programa de consola que permite ejecutar comandos en ordenadores remotos. Se basa en el protocolo del rlogin mediante el servicio rlogind, quien es capaz de lanzar una shell del equipo remoto.
Este programa tiene una dificultad y es que toda la información que transmite lo realiza en texto claro, es decir sin cifrar, por este motivo su uso ha decaído con la aparición de alternativas seguras como ssh.

## Funcionamiento
rsh ejecuta comandos de forma remota en el host especificado. Para ello, debe conectarse a un servicio llamado rshd en la máquina remota.
Cuando no se especifica nombre de usuario, ya sea con la opción -l o como parte de (usuario@host), rsh se conecta como el usuario que está actualmente conectado. Si se trata de un usuario de dominio es decir, de la forma de (dominio\usuario), se envía el nombre completo.

### Ejemplos
- rsh hostremoto pwd
- rsh hostremoto -l dominio\usuario pwd
- rsh hostremoto -l dominio\usuario pwd
- rsh dominio/usuario@hostremoto pwd
- rsh dominio\\usuario@hostremoto pwd

Si en un intento de conexión el rsh falla debido a un error de permiso o demasiado tiempo por las mayúsculas y minúsculas, la utilidad de inmediato lo intenta de nuevo enviando solamente el nombre de usuario pero sin el nombre del dominio (o máquina).

## Requisitos
Funciona en la mayoría de los sistemas operativos UNIX y Linux. En Windows no existe este comando (exceptuado que en Windows Server, donde se llama rshsvc) en el Windows de escritorio existe uno similar llamado rexec, usa una sintaxis similar pero difiere mucho del rsh original.

## Sintaxis
- rsh [options] [ -l username ] hostname [#port] command
- remsh [options] [ -l username ] hostname [#port] command

## Parámetros
- -n Redirigir la entrada de rsh a /dev/null.
- +a Habilitar la autenticación agente de tránsito
- -a Deshabilitar la autenticación agente de tránsito
- +x Habilitar el reenvío de conexión X11
- +x Deshabilitar el reenvío de conexión X11
- -i file Identidad de archivo para la autenticación de clave pública
- -F file Leer un archivo de configuración alternativo.
- -v Mostrar en pantalla mensajes de depuración
- -d level Ajusta el nivel de depuración.
- -V Muestra el número de versión.
- -q No muestra mensajes de advertencia.
- -p port Utilizar puerto especificado.
- -P No utilizar el puerto origen con privilegios
- -S No solicitar un canal de la sesión
- +C Habilitar compresión.
- -C Deshabilitar compresión.